# Carettochelys insculpta
La tortuga boba papuana (Carettochelys insculpta), también conocida como tortuga de Ramsay y tortuga de nariz de cerdo, es una especie de tortuga criptodira de la familia Carettochelyidae. Es la única especie del género Carettochelys y único miembro viviente de la familia Carettochelyidae. Se encuentra en el sur de Nueva Guinea y el Territorio del Norte de Australia. No se conocen subespecies.

## Biología
Posee un caparazón verde grisáceo, correoso y salpicado de hoyuelos, y un plastrón blando y atrofiado. Las patas, con uñas y en forma de aletas, se parecen a las de las tortugas marinas. Los jóvenes tienen el caparazón aserrado en los bordes y con una quilla central. La corta cabeza termina en un hocico ancho, tubular, carnoso, como de cerdo, y los ojos son grandes. Sigilosa por naturaleza, prefiere los ríos someros de curso lento, con el fondo de arena o de cieno, en el que se entierran. También puede adentrarse en hábitats estuarinos. Llega a medir 60 cm y a pesar 24 kg.

## Comportamiento
Son omnívoros, comiendo una gran  variedad de plantas y de materia animal, prefiriendo  frutos y hojas de Ficus. La especie es enteramente acuática, excepto cuando las hembras van a tierra para la puesta de huevos. Poco se conoce de su conducta general, por no haberse estudiado en estado salvaje a esta especie.

## En cautividad
En años recientes, se han vuelto más disponibles como mascota exótica en el mercado ilegal, incluyendo algo de crianza en cautiverio (incluso la reproducción). Mientras los juveniles son bastante pequeños, y de crecimiento lento, su alto costo y gran potencial de tamaño, son solo aptos para acuarios grandes. Se estresan mucho, y se muerden, por lo que deben tener alimento de calidad, aceptan la comida preparada para tortugas y variedad de frutas y verduras.

## Galería

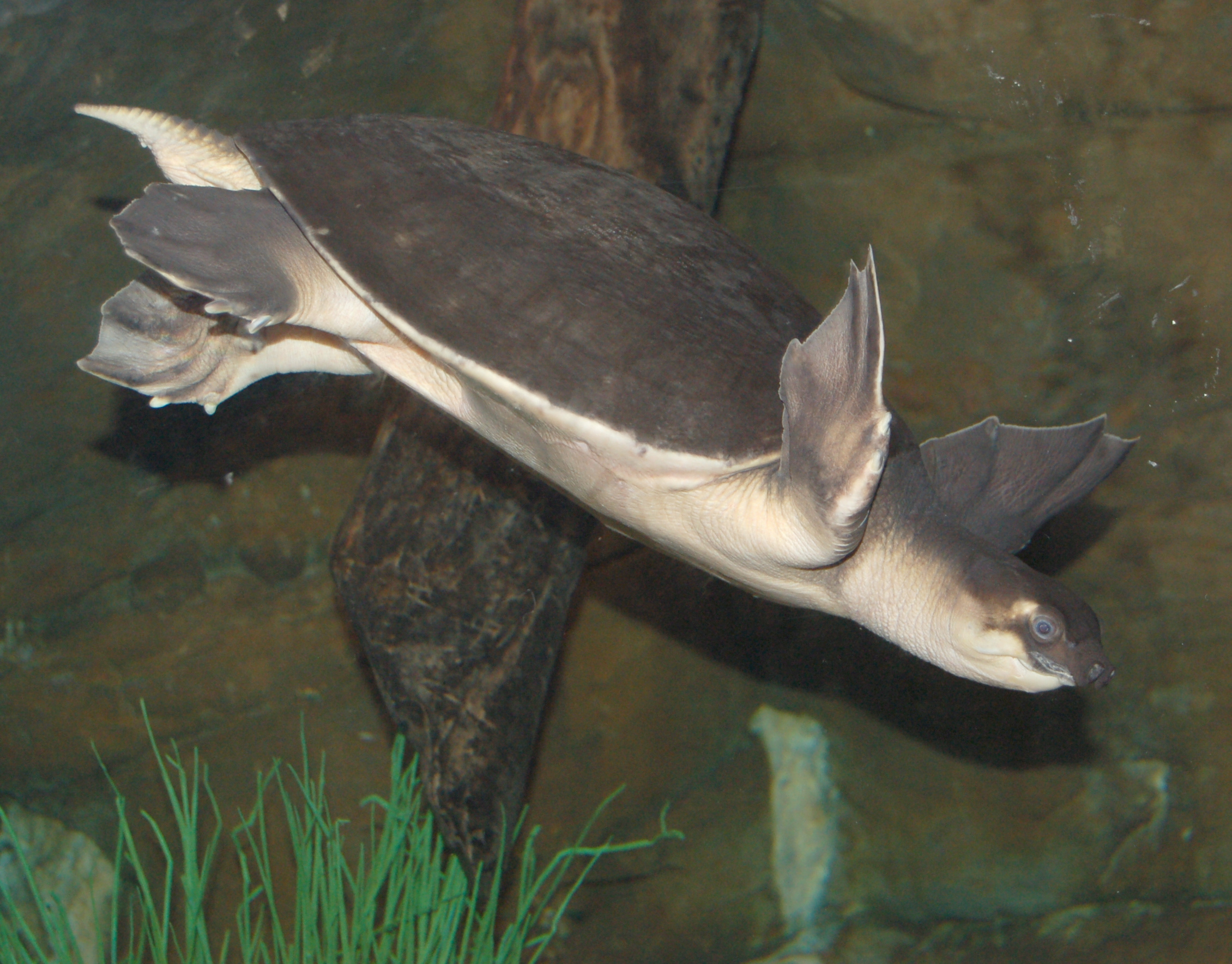
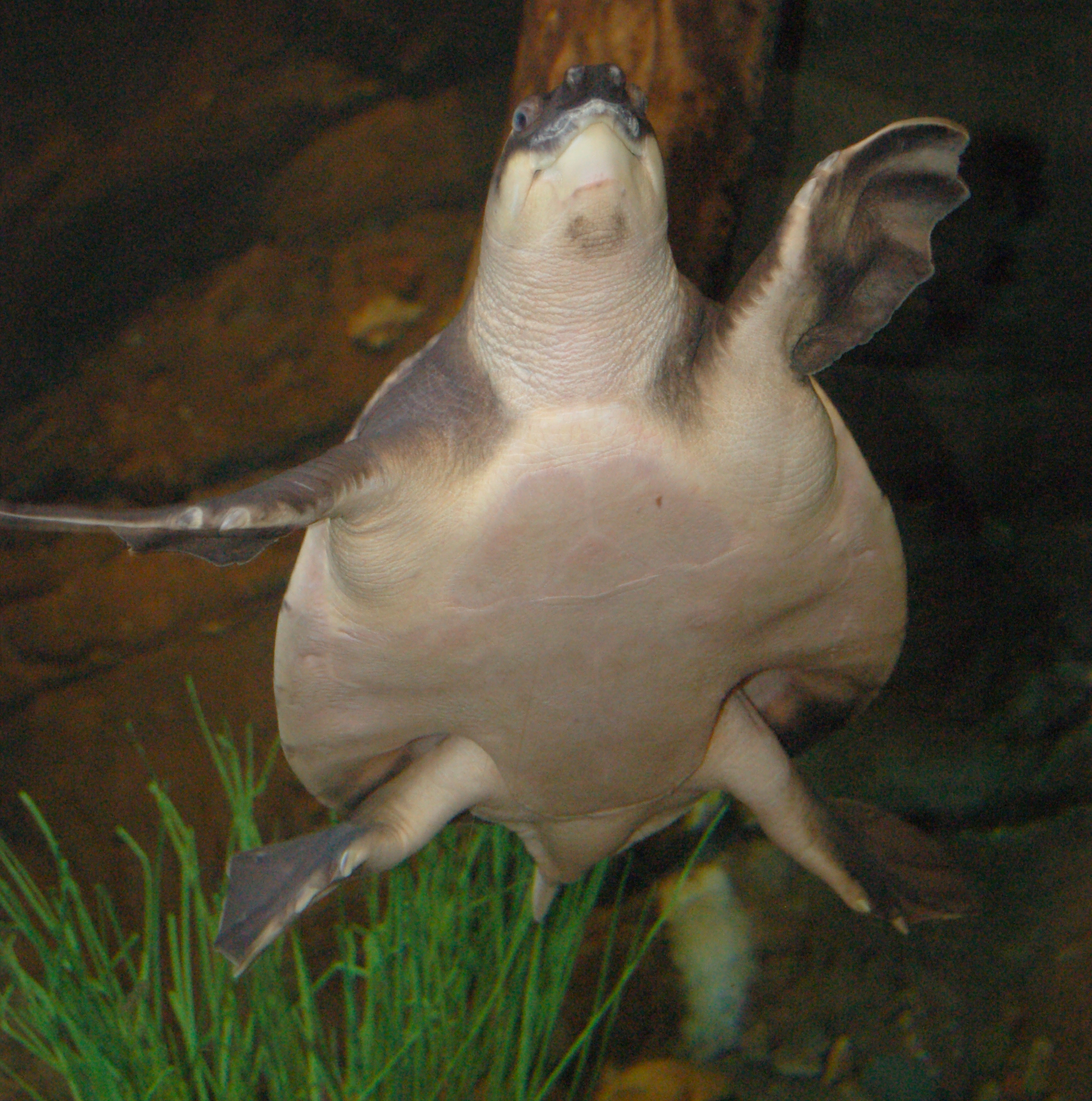
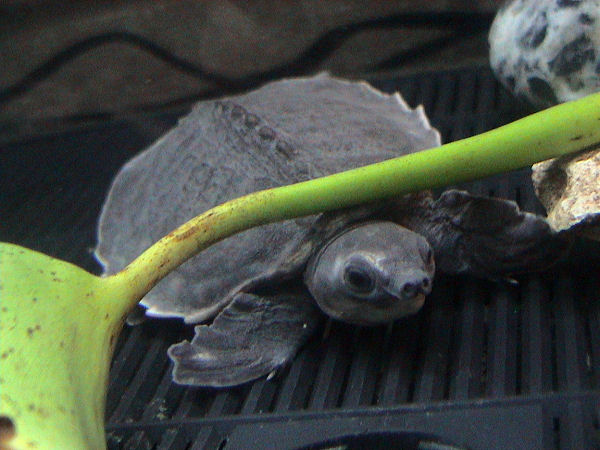